# Lukas Windischberger
Lukas Windischberger (* 12. November 1991 in Wien) ist ein österreichischer Squash- und Racketlonspieler.

## Karriere

### Racketlon & Badminton
Windischberger ist einer von nur sechs Spielern in der Geschichte des Racketlons (Stand Mai 2020), die die Herreneinzel-Weltrangliste anführen konnten. Er war durchgehend im Zeitraum von September 2017 bis Juli 2019 an der Spitze der Weltrangliste. Zudem konnte er neben 12 internationalen Turniersiegen im Herreneinzel, 29 internationalen Turniersiegen im Herren- sowie Mixed-Doppel und insgesamt 8 Staatsmeistertiteln auch noch 2× WM-Gold (1× Mixed-Doppel (Christine Seehofer)), 1× Teambewerb, 2× WM-Silber (1× Herreneinzel, 1× Herren-Doppel (Georg Stoisser)) und 1× WM-Bronze (Herren-Einzel) gewinnen.
Er spielte außerdem auch in der österreichischen Badminton-Bundesliga.
Nach dem Ende der Einzelkarriere im Racketlon im September 2019 beendete er das Masterstudium Management an der Wirtschaftsuniversität Wien und widmete sich einer neuen beruflichen Herausforderung mit dem Einstieg bei einer Gebäudetechnik-Firma.

### Squash
Bereits 2017 spielte Windischberger in Salzburg sein erstes Turnier auf der PSA World Tour. Seine höchste Platzierung in der Weltrangliste erreichte er im Dezember 2021 mit Rang 220. Mit der österreichischen Squashnationalmannschaft nahm er 2017 an der Weltmeisterschaft teil, in den Folgejahren gehörte er außerdem mehrfach zum österreichischen Kader bei Europameisterschaften. Im Einzel stand er 2019 im Hauptfeld der Europameisterschaft und schied im Achtelfinale gegen Borja Golán in drei Sätzen aus.